# Caffrolix imberiva
Caffrolix imberiva är en insektsart som beskrevs av Davies 1988. Caffrolix imberiva ingår i släktet Caffrolix och familjen dvärgstritar. Inga underarter finns listade i Catalogue of Life.